# Пітогу білочеревий
Піто́гу білочеревий (Pseudorectes incertus) — вид горобцеподібних птахів родини свистунових (Pachycephalidae). Ендемік Нової Гвінеї.

## Поширення і екологія
Білочереві пітогу поширені на півдні Нової Гвінеї, на рівнинах між річкою Лоренц і верхів'ями річки Флай. Вони живуть в заболочених тропічних лісах. Зустрічаються на висоті до 100 м над рівнем моря. Утворюють зграї по 3-6 птахів, до яких іноді приєднуються птахи інших видів. Живляться комахами і плодами.